# 面影橋停留場
面影橋停留場（おもかげばしていりゅうじょう）は、東京都新宿区西早稲田三丁目にある、東京都交通局都電荒川線（東京さくらトラム）の停留場である。駅番号はSA 29。

## 歴史
もともと王子電気軌道の設置した停留場だったが、戦後高田馬場駅方面に分岐する戸塚線が建設され、早稲田経由で茅場町との間を結ぶ15系統が設定された。しかし先に廃止され、再び元の姿に戻っている。

### 年表
- 1928年（昭和3年）12月25日：王子電気軌道の鬼子母神前 - 面影橋間開業時に終点として開業。
- 1930年（昭和5年）3月30日：王子電気軌道が早稲田停留場まで延伸開業。
- 1942年（昭和17年）2月1日：王子電気軌道が東京市に買収され、東京市電早稲田線（現・荒川線）の停留場となる。
- 1943年（昭和18年）10月1日：東京都制の施行に伴い、東京都電車の停留場となる。
- 1949年（昭和24年）12月1日：戸塚線開業。
- 1968年（昭和43年）9月29日：戸塚線廃止。

## 停留場構造
全ての施設が東京都道8号千代田練馬田無線（新目白通り）の中央に位置する。ホームは2面2線で、面影橋交差点を挟んで西側に三ノ輪橋方面、東側に早稲田方面のホームがある。
| 乗車ホーム | 路線                            | 方向 | 行先         |
| ---------- | ------------------------------- | ---- | ------------ |
| 南側       | 都電荒川線 （東京さくらトラム） | 上り | 三ノ輪橋方面 |
| 北側       | 都電荒川線 （東京さくらトラム） | 下り | 早稲田方面   |

- 新目白通りが拡張されるまでは、当停留場は神田川を渡ってすぐの併用軌道上にあったが、道路拡張時に都電の線路が道路中央に位置するように移設され、現在の位置になっている。当停留場の先から早稲田停留場までは専用軌道であったが、現在は高戸橋方面に向かう車道に変わった。

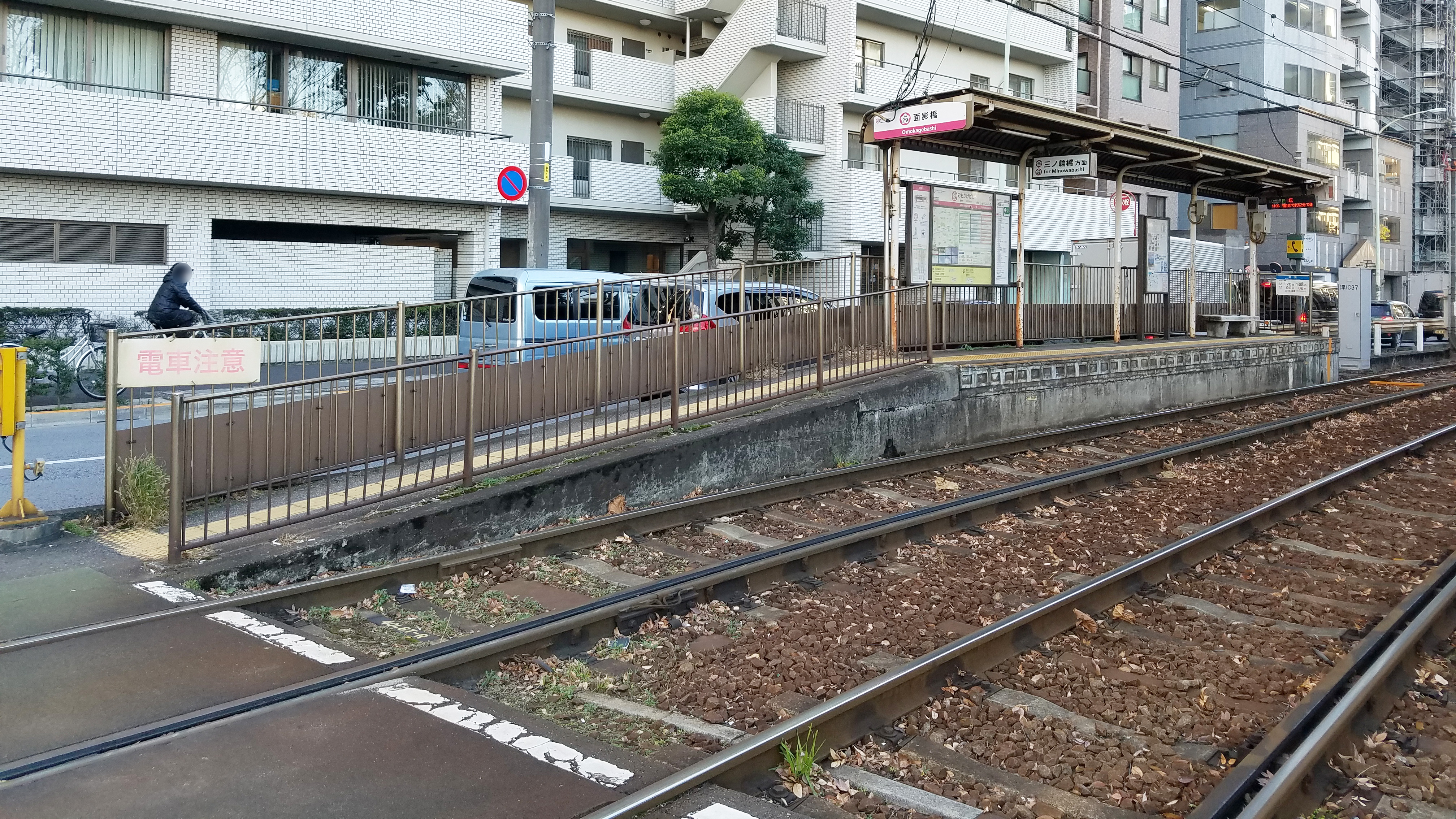
三ノ輪橋方面ホーム（2018年12月）

## 停留場周辺

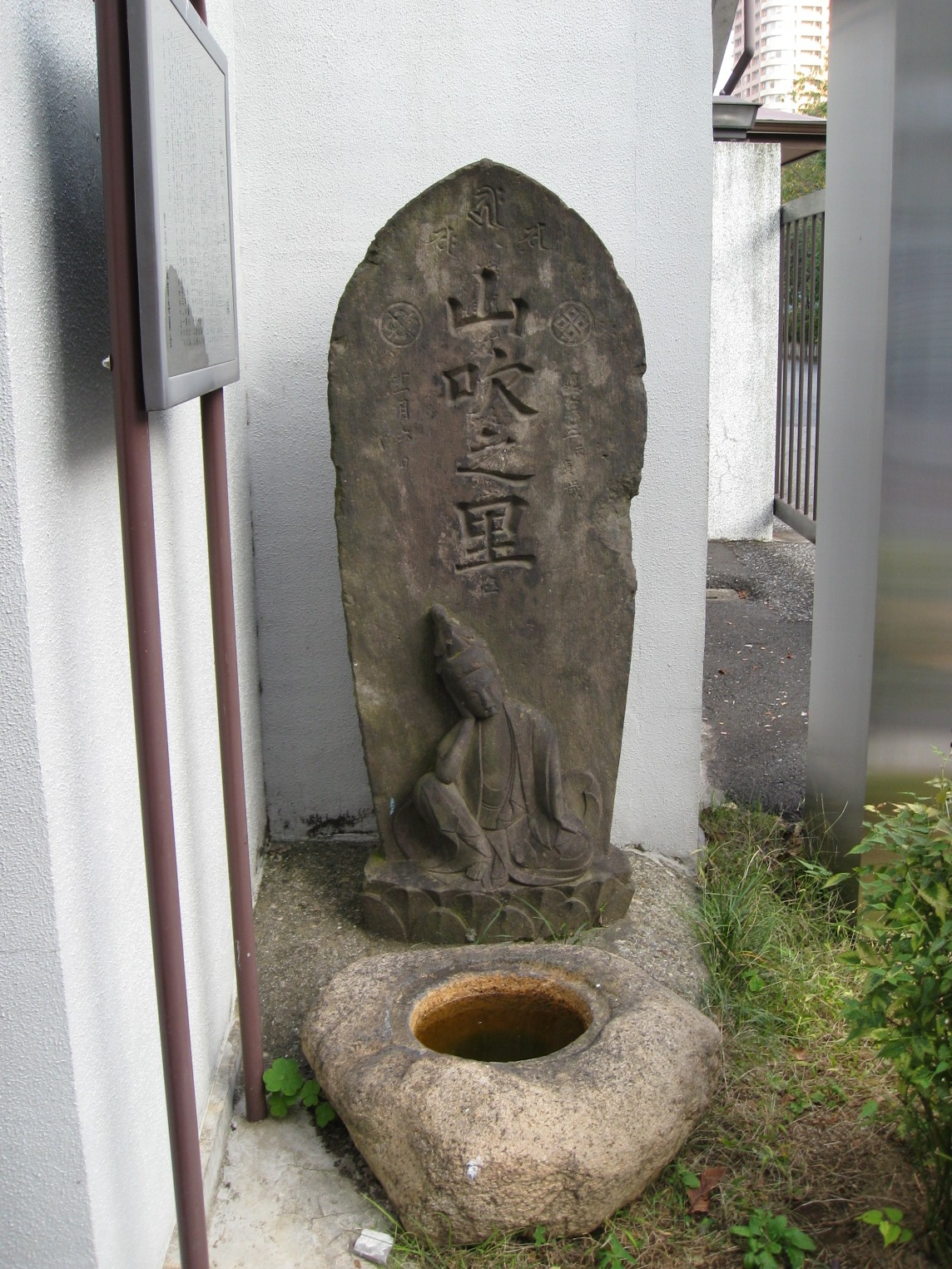
山吹伝説の石碑

新目白通りの北に神田川が流れている。停留場名の由来となった面影橋は、江戸時代から代替わりしながらこの位置に架かる橋である。橋の対岸には太田道灌ゆかりの山吹伝説の碑がある。周辺には中・高層の住宅が多く、商店はまばらである。
- 甘泉園公園
- 新宿区立戸塚第一小学校
- 高戸橋交差点 - 新目白通りと明治通りの交差点。
- 西早稲田駅

## 隣の停留場
東京都交通局
 都電荒川線（東京さくらトラム）
学習院下停留場 (SA 28) - 面影橋停留場 (SA 29) - 早稲田停留場 (SA 30)

### かつて存在していた路線
東京都交通局
都電戸塚線
戸塚二丁目停留場 - 面影橋停留場 - （早稲田線）